# Francesco Solimena

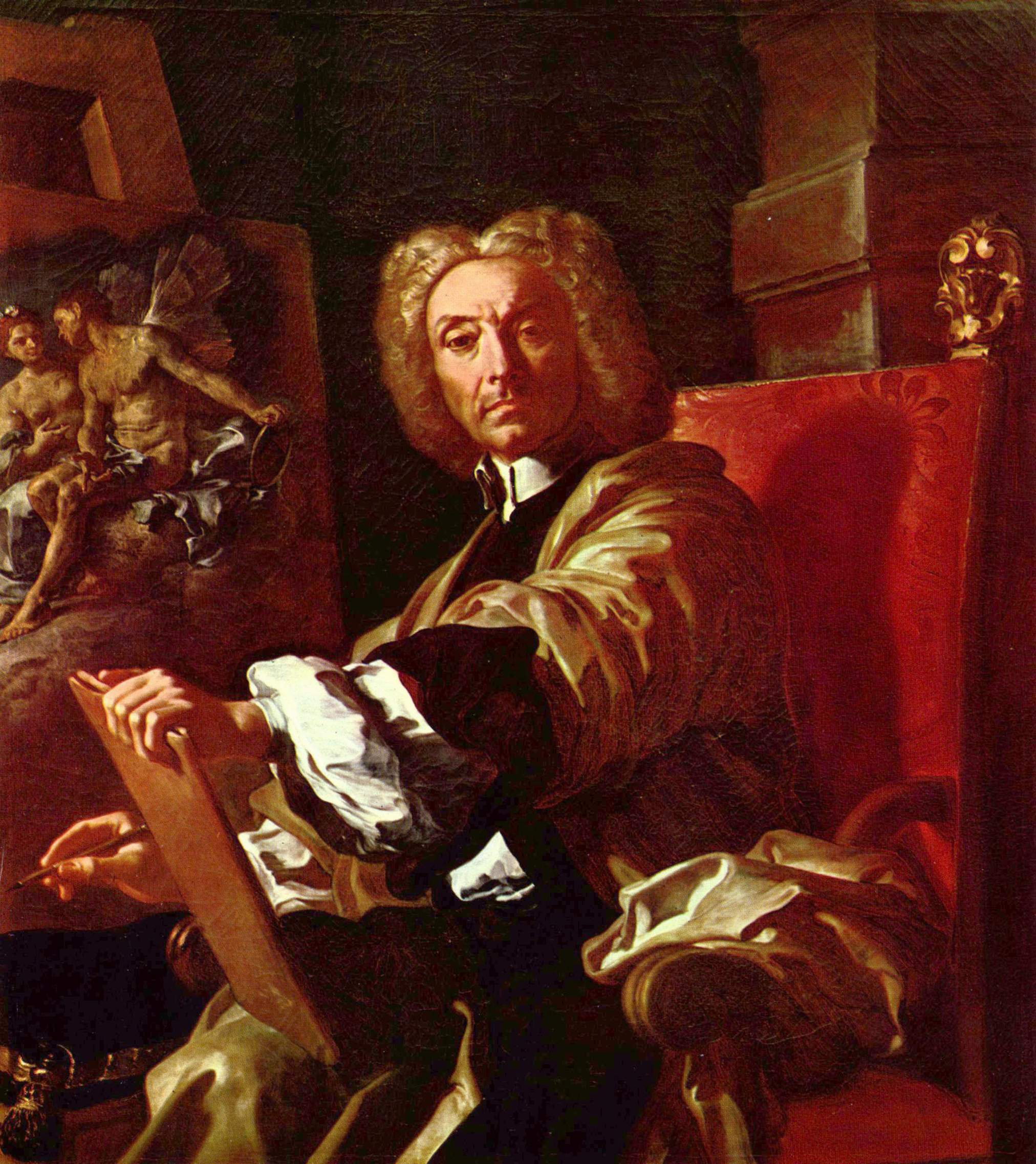
Selbstporträt (um 1730 ?) im Museo di Capodimonte, Neapel

Francesco Solimena (* 4. Oktober 1657 in Canale di Serino, Provinz Avellino; † 3. April 1747 in Barra bei Neapel) war ein italienischer Maler und Freskant. Da er von Jugend an einen religiösen Habit trug, wurde er auch L’abate Ciccio genannt. Solimena war nach Luca Giordano der führende Maler Neapels, das er fast nie verließ, erhielt aber auch viele Aufträge aus ganz Europa.

## Leben

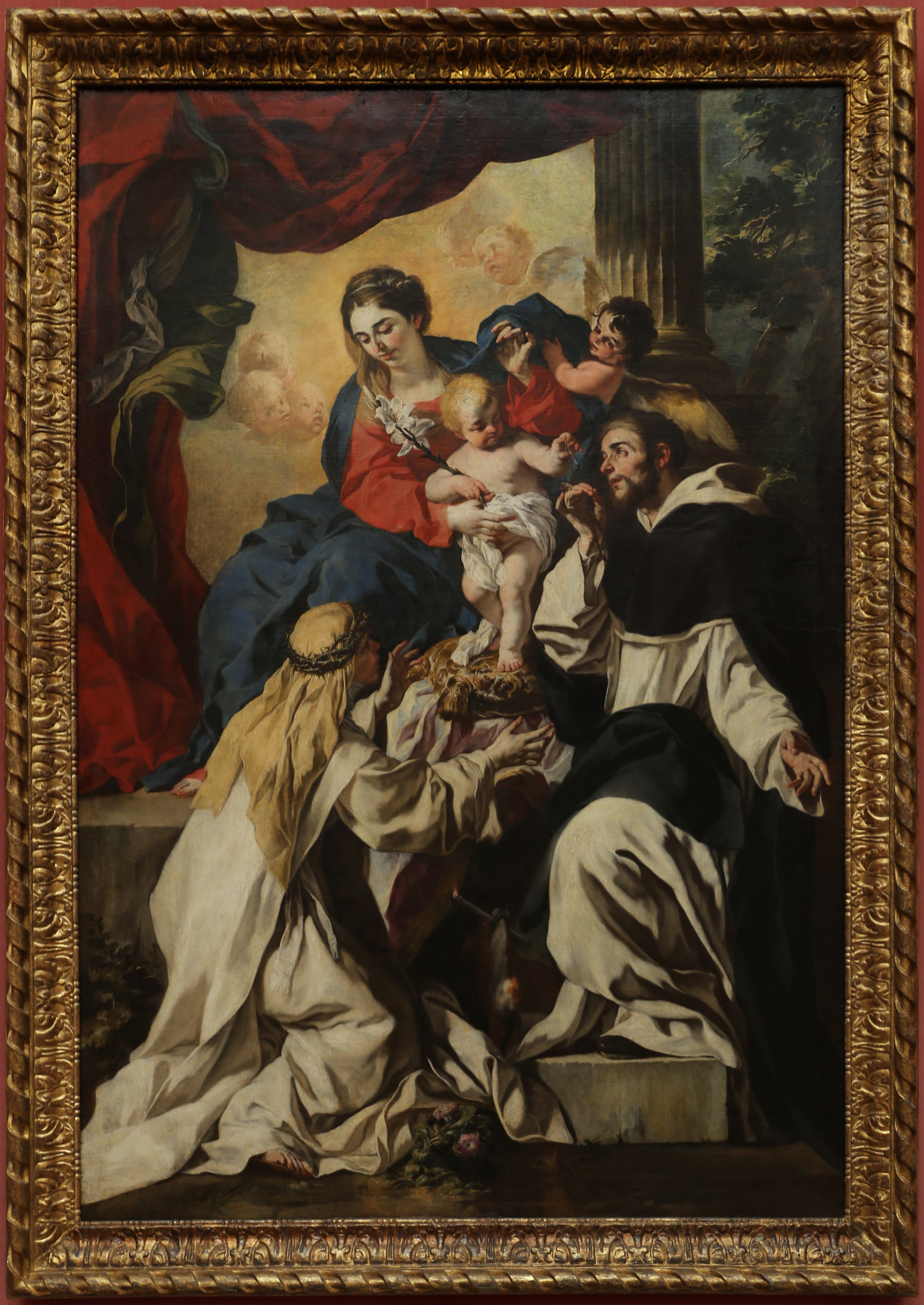
Thronende Madonna mit Kind und den Hl. Dominikus und Katharina von Siena (Rosenkranzmadonna), ca. 1680–1681, Gemäldegalerie, Berlin

Francesco Solimena war der älteste Sohn von Marta Grisignano und dem Maler Angelo Solimena (1629–1716), einem Schüler und Mitarbeiter von Francesco Guarino.
Seine erste Ausbildung erhielt er von seinem Vater, der ihm laut Bernardo De Dominici auch eine gediegene humanistische Bildung zukommen ließ. 1674 ging er nach Neapel in die Lehre bei Francesco di Maria. Von diesem trennte er sich jedoch bald, um sich alleine an den barocken Malereien Neapels zu schulen, insbesondere an den Werken des seinerzeit führenden neapolitanischen Meisters Luca Giordano, sowie Mattia Pretis und Lanfrancos.
In seiner Frühzeit in der zweiten Hälfte der 1670er Jahre arbeitete Solimena noch mit seinem Vater zusammen oder übernahm dessen Aufträge. Nach Ferdinando Bologna (1955 und 1958) resultiert daraus eine gewisse Schwierigkeit der Zuschreibungen von Werken beispielsweise in Solofra und Nocera Inferiore.
Sein erster wichtiger öffentlicher Auftrag war ein Deckenfresko in der Sankt-Annen-Kapelle (links vom Chorraum) der Kirche Gesù Nuovo in Neapel, die er 1677 ausführte, die aber nur fragmentarisch erhalten ist. Neben verschiedenen Werken für Kirchen in oder um Neapel und Salerno gehört zu seinem Frühwerk auch eine deutlich von Giordano beeinflusste Rosenkranzmadonna in der Berliner Gemäldegalerie, die möglicherweise identisch ist mit einem von De Dominici erwähnten bel quadro („schönes Bild“) für ein Dominikanerinnen-Kloster in Sessa Aurunca.
In den 1680er Jahren schuf Solimena Dekorationen und Altarbilder für die neapolitanischen Kirchen San Nicola della Carità (1682), Santa Maria Donnaregina Nuova (1683–84), San Giovanni in Porta (1684), Gesù delle Monache (1685), sowie die als Meisterwerk gefeierten Fresken in der Sakristei von San Paolo Maggiore (1689–1690). Einige dieser Werke befinden sich heute in Museen. Um 1687–1688 arbeitete er wieder in Gesù Nuovo in der Cappella della Visitazione, zur selben Zeit wie Luca Giordano, der die Cappella Merlino ausschmückte.

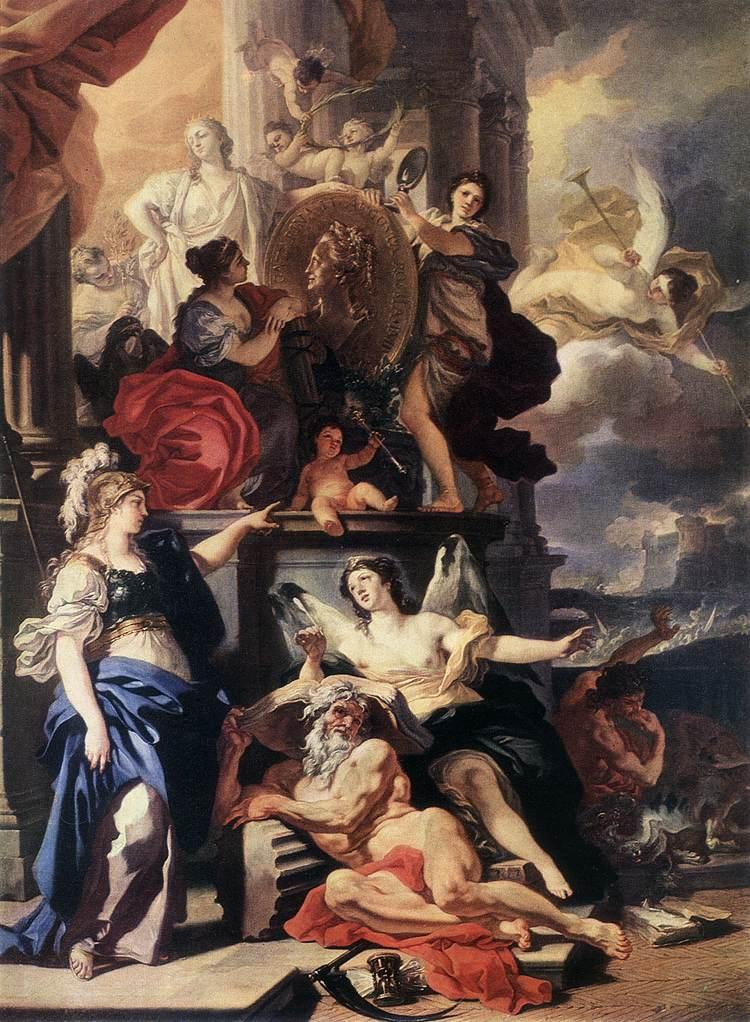
Allegorie der Regierung Ludwigs XIV., 104 × 76 cm, Öl auf Leinwand, 1690, Eremitage, St. Petersburg. Das Medaillon wurde später verändert und zeigt jetzt Katharina die Große (!).

Von 1690 ist eine kleine Allegorie auf die Regierung Ludwigs XIV., die wahrscheinlich als Geschenk für den König vom Nuntius Filippo Antonio Gualtieri nach Frankreich mitgenommen wurde und sich heute in der Eremitage in Sankt Petersburg befindet; das darauf befindliche Medaillon wurde später mehrmals mit den Gesichtszügen anderer Herrscher übermalt.
Um 1690, laut De Dominici im Alter von etwa 32 Jahren, kam es zu einer relativ plötzlichen Änderung und Reifung von Solimenas Stil, der sich bis dahin stark an Giordano orientiert hatte. Diese Entwicklung wurde noch gefördert durch dessen zehnjährigen Spanienaufenthalt von 1692 bis 1702. Außerdem war der Weg für Solimena nun frei, um zum führenden Maler Neapels aufzusteigen.
Solimenas neuer Stil, der sich unter anderem in einer klareren Zeichnung und (v. a. bei Ölgemälden) in einem gewissen tenebristischen Einfluss besteht, findet sich beispielsweise in seinen Altarbildern für Santa Maria Egiziaca (1690 und 1696), im Triumph des hl. Ignatius in Gesù Vecchio (1692), und seinen Fresken in Santa Maria Donnalbina (um 1695), sowie in Gemälden für SS. Apostoli.
Gegen Ende des 17. Jahrhunderts kam der Maler in Kontakt mit dem Prior von Montecassino, für den er bereits 1698 vier Altarbilder fertigstellte, die bei der Zerstörung der Abtei im Zweiten Weltkrieg verloren gingen, von denen aber Entwürfe in diversen Museen erhalten sind (in Budapest, Mailand (Brera) und Toulon). Zu den wenigen Reisen des Künstlers nach außerhalb Neapels gehört ein Aufenthalt in Montecassino, wo er um 1701–1702 auch Fresken ausführte, und in Rom, wo ein Porträt von Papst Clemens XI. bei der Einkleidung einer seiner Nichten zur Nonne entstanden sein muss (heute: Uffizien, Florenz).
Im Frühjahr 1702 musste Solimena – wie er selber in einem Brief berichtete –, im Palazzo Reale in Neapel inmitten einer Schar von Zuschauern ein Porträt des jungen Königs Philipp V. von Spanien malen, das danach in vielen Kopien und Zweitversionen weiterverbreitet wurde; eine ovale Version des Bildes befindet sich heute im Palast von Caserta. Damit festigte sich auch sein Ruf als hervorragender Porträtist und führte in der Folge zu einer ganzen Reihe von Aufträgen der neapolitanischen Aristokratie und der Vizekönige.
Zwischen 1704 und 1707 entstand Solimenas Deckenfresko in der Sakristei von San Domenico Maggiore mit dem Thema: Triumph des Glaubens über die Häresie durch Wirken der Dominikaner.

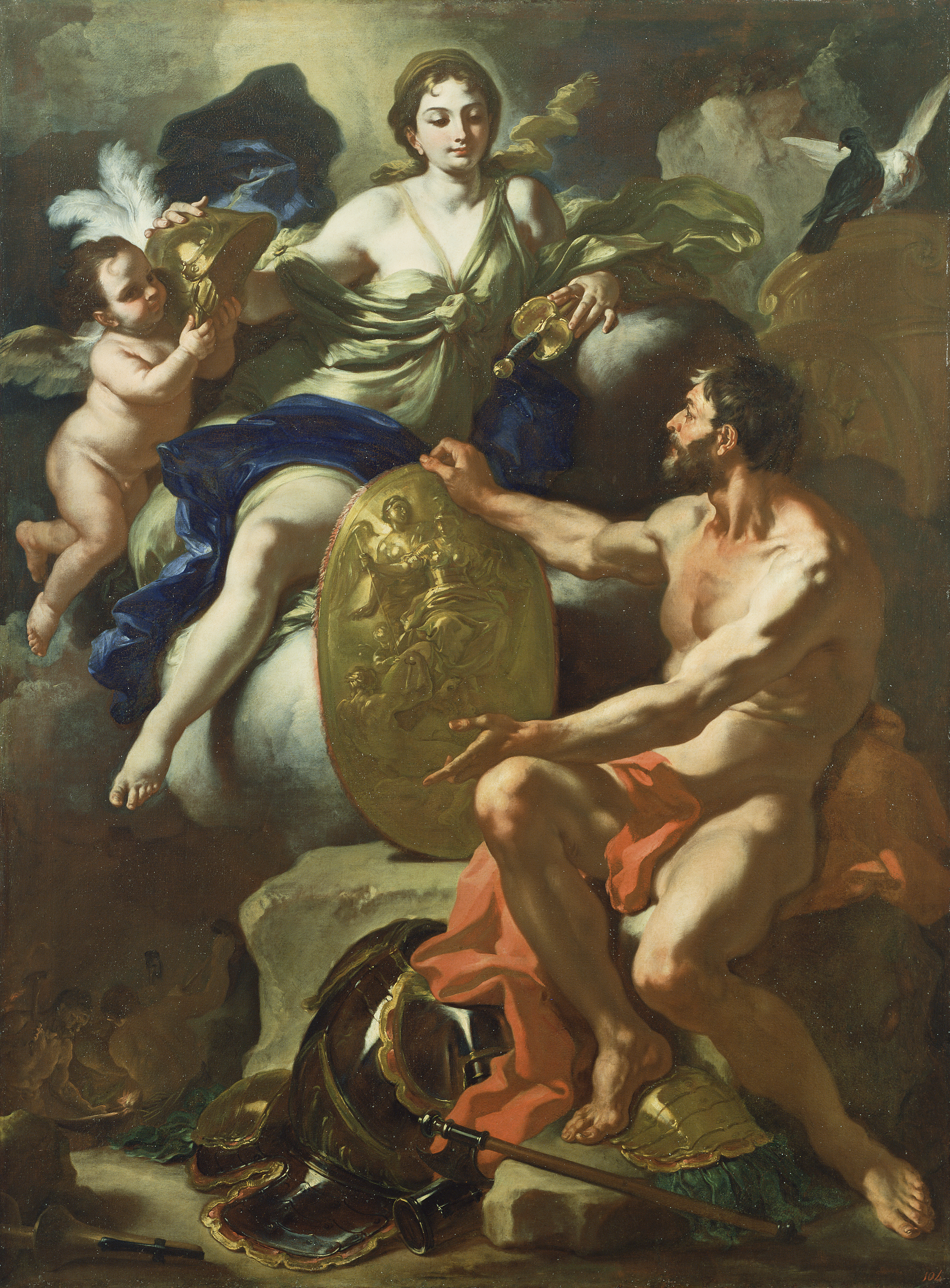
Venus und Vulkan, 205,4 × 153,6 cm, Öl auf Leinwand, 1704, Getty Center, Los Angeles

Etwa um diese Zeit begann sich der Ruf Solimenas bis weit über die Grenzen Neapels auszubreiten. So übertrug man ihm nach dem Tode Luca Giordanos im Januar 1705 den Auftrag für 12 Gemälde für die Königliche Kapelle im Alcázar von Madrid.
Dem Maler gelang es außerdem erste Kontakte nach Venedig zu knüpfen, möglicherweise durch Vermittlung des mit ihm befreundeten Komponisten Alessandro Scarlatti und einiger Werke, die Solimena für dessen Gönner, den aus Venedig stammenden Kardinal Pietro Ottoboni, geschaffen hatte. So malte Solimena für Girolamo Canal, den Prokurator des Markusdoms, mindestens fünf seiner berühmtesten mythologischen Darstellungen: die 1704 datierte Venus und Vulkan, und zwei weitere Gemälde Aurora und Titon und Die Ermordung der Messalina im Getty Museum (Los Angeles), sowie Sofonisba erhält Gift vom Boten des Massinissa und Juno, Io und Argos, die sich heute in der Dresdner Galerie befinden.
Ein weiterer venezianischer Mäzen war Giambattista Baglioni, für den Solimena sieben Gemälde schuf, darunter die alttestamentarischen Szenen Rebecca am Brunnen sowie Rebecca und Eleazar (Gallerie dell’Accademia, Venedig).

Auch das berühmte Gemälde von Dido und Aeneas in der Londoner National Gallery entstand ursprünglich für Venedig. Derselben Thematik sind vier Gemälde gewidmet, die nach 1711 für den Marquis Bonaccorsi für die Galleria dell’Eneide in dessen Palazzo in Macerata entstanden.

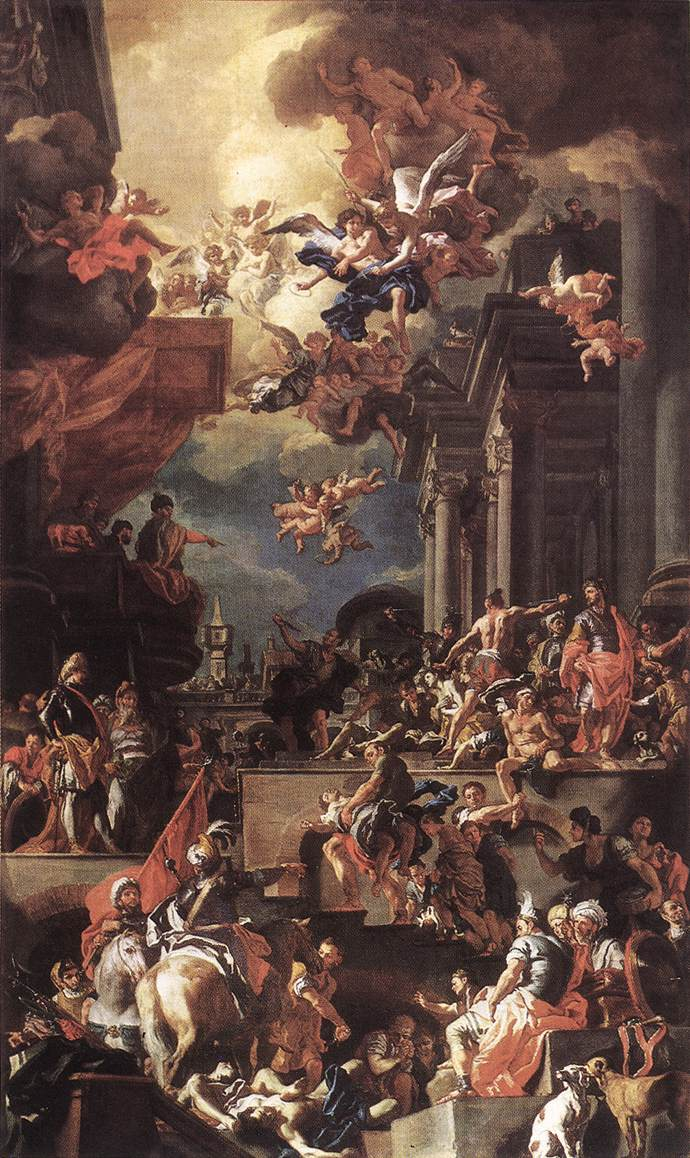
Massaker der Giustiniani auf Chios (Bozzetto für ein nicht mehr existierendes Deckengemälde im Palazzo Ducale, Genua), 277 × 164 cm, Öl auf Leinwand, Museo di Capodimonte, Neapel

Als das Königreich Neapel im Spanischen Erbfolgekrieg 1707 an die österreichischen Habsburger fiel, folgten zahlreiche Aufträge für den Vizekönig Wirich Graf Daun, sowie für den Wiener Kaiserhof und Prinz Eugen, für den Solimena das Hochaltarbild der Kapelle im Schloss Belvedere malte. Auch Lothar Franz von Schönborn, Fürstbischof von Mainz, nutzte den privilegierten Zugang zu Solimena und bestellte Gemälde von ihm. Solimena führte all diese Aufrtäge in Neapel aus und verschickte die Bilder von dort an die Auftraggeber.
Durch Vermittlung von Ambrogio Doria, der in Neapel für die Familie Giustiniani arbeitete, erhielt Solimena den Auftrag für drei zwischen 1713 und 1727 fertiggestellte große Gemälde für die Sala del Minor Consiglio im Palazzo Ducale von Genua, die jedoch bei dem großen Brand von 1777 zerstört wurden. Solimena malte außerdem einige Werke für einen Palast des Genueser Adligen Giacomo Filippo Durazzo.
Für Vittorio Amedeo II. schuf Solimena vier Biblische Szenen (etwa 1723 vollendet), die sich heute in der Galleria Sabauda in Turin befinden.
In den 1720er Jahren nahm seine Kunst unter dem Einfluss seines Kollegen und Rivalen Francesco de Mura etwas klassizistischere Formen an. Das ist deutlich in einem seiner berühmtesten Werke zu erkennen, dem zwischen 1723 und 1725 entstandenen gigantischen Fresko an der Eingangsseite der Kirche Gesù Nuovo, mit einer Darstellung der Vertreibung des Heliodor aus dem Tempel; ein Bozzetto zu dieser Komposition befindet sich im Louvre in Paris. Derselben Stilphase gehören auch die Fresken in der Kapelle des hl. Filippo Neri in den Girolamini an, die er ab 1726 schuf.

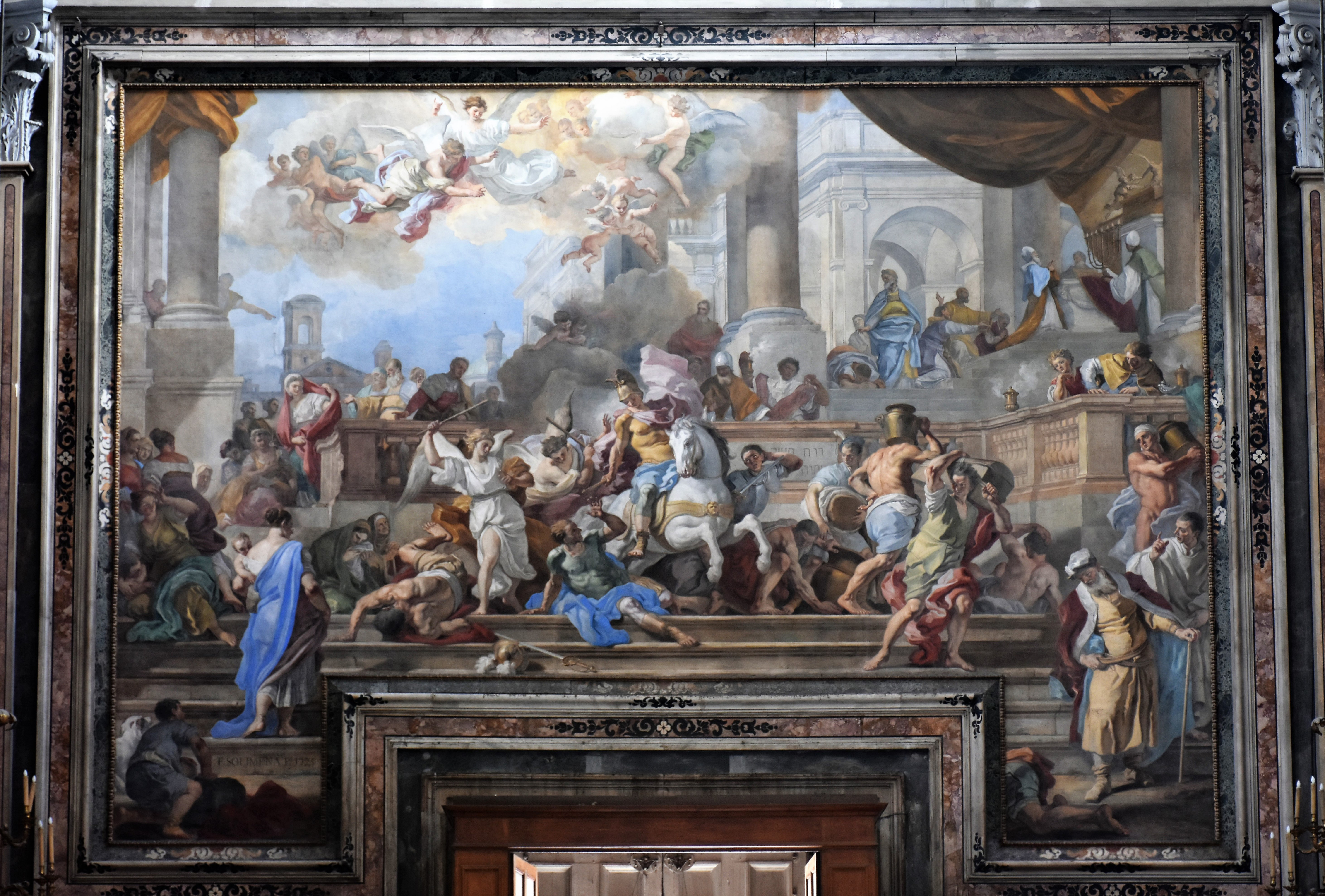
Vertreibung des Heliodor aus dem Tempel, Fresko, 1723–1725, Gesù Nuovo, Neapel

Nach seiner „klassischen“ Phase kehrte Solimena um 1733 wieder zu seinem früheren Stil zurück, was unter anderem seine Verkündigung für die Kirche San Rocco in Venedig bezeugt, die als Gegenstück für zwei Gemälde seines bedeutenden venezianischen Kollegen Sebastiano Ricci entstand.
Für einen Zyklus über Alexander den Großen im Thronsaal des Königlichen Palastes von La Granja – ein von dem Architekten Filippo Juvarra erdachtes Projekt, das „alle Schulen Italiens“ vereinen sollte –, schuf Solimena 1735 die Schlacht Alexanders gegen Darius (heute im Klosterpalast des Escorial). Noch mit über 80 Jahren nahm er einen Auftrag der spanischen Königin Elisabetta Farnese an und malte von 1739 bis 1741 das Hauptaltarbild der Kirche von San Ildefonso in La Granja; De Dominici selber war Augenzeuge, wie der alte Maler mit zwei Brillen übereinander daran arbeitete, da seine Sehkraft mittlerweile stark nachgelassen hatte.
Solimena trat gelegentlich auch mit architektonischen Entwürfen hervor, zum Beispiel zur Fassade von San Nicola della Carità in Neapel und seines eigenen 1710 erworbenen Palazzo in der Salita San Potito, wo er eine Malerschule unterhielt.
Zu seinen wichtigsten Schülern zählen Sebastiano Conca (1680–1764), Francesco de Mura (1696–1782) und der neapolitanische Genremaler Gaspare Traversi, aber auch die Vertreter der österreichischen Barockmalerei Daniel Gran und Paul Troger, sowie der schottische Porträtist Allan Ramsay.
Durch seine europaweiten Erfolge erwarb sich Solimena mit seiner Malerei große Reichtümer und lebte in den letzten Jahren seines Lebens in seiner selbst dekorierten Villa in Barra, gepflegt und quasi „überwacht“ von den Kindern seines Bruders Tommaso. Einer seiner Neffen, Orazio Solimena (1690–1789), wurde ebenfalls Maler.
Francesco Solimena starb am 5. April 1747 und wurde in der Kirche San Domenico a Barra bestattet.

## Stil

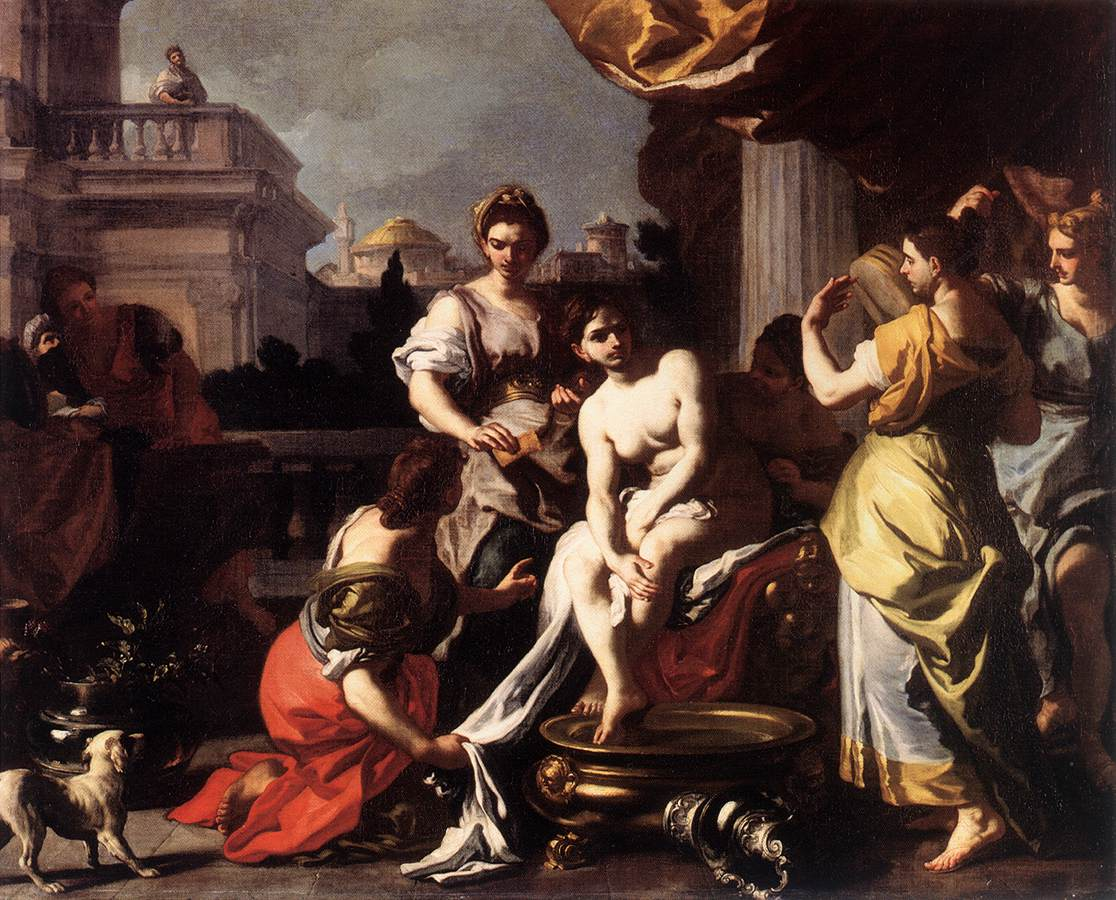
Bathseba im Bade, 103 × 129 cm, Öl auf Leinwand, um 1725, Residenzgalerie, Salzburg

Solimenas Malerei ist in vieler Hinsicht typisch für die Kunst des Hoch- und Spätbarock. Sie wird durch raffinierte Licht-Schatten-Kontraste und einen Hang zum Theatralischen gekennzeichnet. Letzteres drückt sich vor allem in der ausgeklügelten Komposition seiner Figuren aus, die die Zeitgenossen sehr beeindruckte. Bei aller Expressivität und Sinn für das Dekorative gibt es aber (vor allem ab 1690) immer ein Moment formaler Strenge und Rationalität, das seine Mäzene wohl zu schätzen wussten.
Dabei kann zwischen zwei oder drei Stilphasen unterschieden werden:
In seinem Frühwerk bis etwa 1690 (oder Anfang der 1690er Jahre) ist der Einfluss von dem Luca Giordano der 1670er und -80er Jahre deutlich zu erkennen, der zu dieser Zeit von Pietro da Cortona, Veronese und Rubens inspiriert war. Das macht sich unter anderem in Solimenas Figurenideal bemerkbar, besonders der etwas rundlichen weiblichen Gestalten. Sein Kolorit zeichnet sich nicht nur im Fresko, sondern auch in der Ölmalerei durch leuchtende, warme Farben und tendenziell lichterfüllte Kompositionen aus, sowie durch einen malerischen, eher weichen, schwungvollen Pinselstrich.

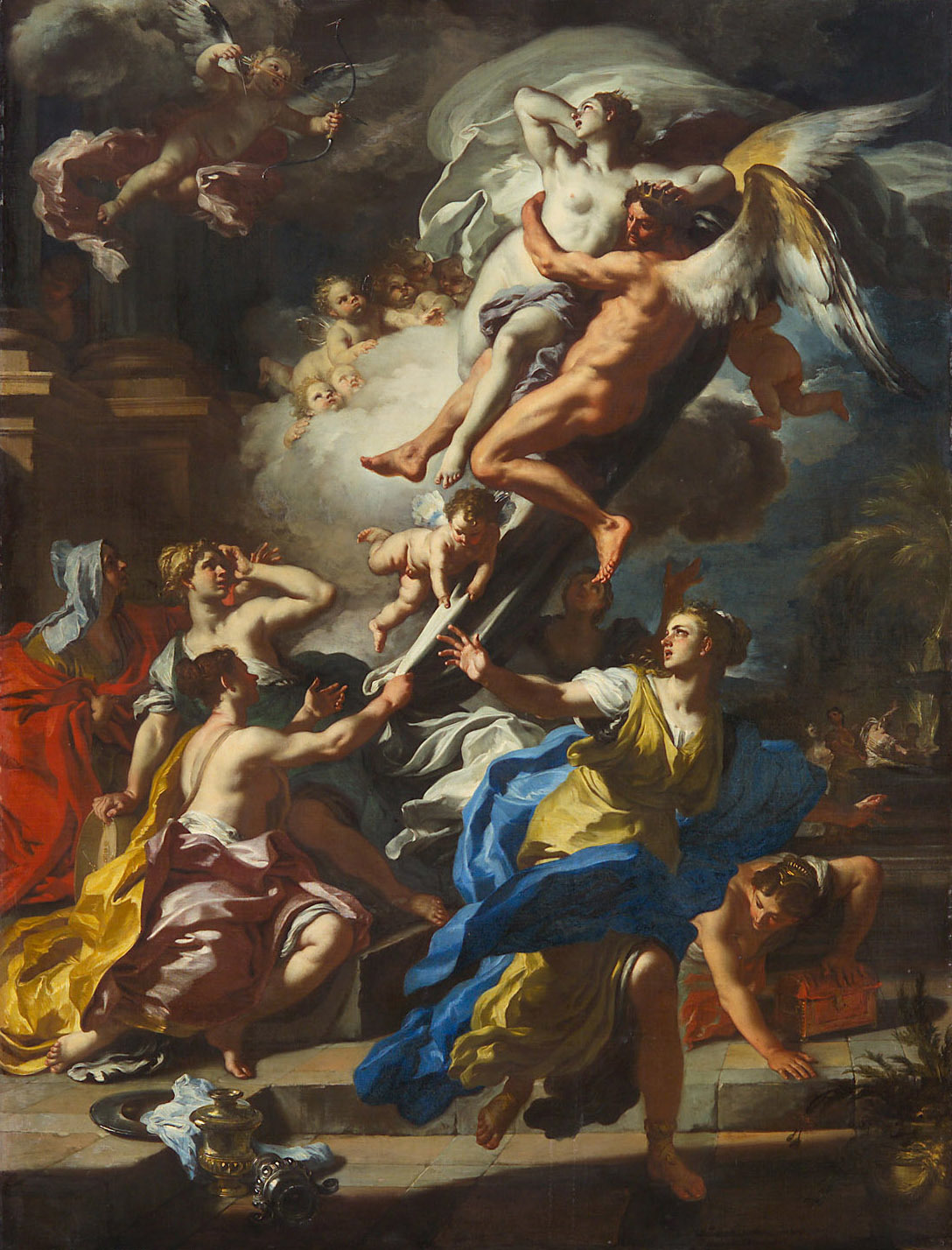
Entführung der Oreithyia durch Boreas, 114,0 × 86,5 cm, Öl auf Leinwand, 1729, Kunsthistorisches Museum Wien

In Solimenas sehr charakteristischem Reifestil, der ab Anfang der 1690er Jahre hervortritt, ist das Disegno deutlicher betont als zuvor, was sich in klareren Konturen und einer deutlicher definierten Körperlichkeit der Figuren äußert, die nun einem etwas anderen, eleganten klassischen Ideal huldigen, das man (merkwürdigerweise) mit den Venezianern Sebastiano Ricci oder Piazzetta vergleichen kann. In seinem Kolorit scheint sich Solimena besonders in der Ölmalerei etwa ab 1690 stärker auf die tenebristische Tradition Neapels und (laut De Dominici) auf Mattia Preti zu berufen, mit starken Hell-Dunkel-Kontrasten. Charakteristisch sind Solimenas tiefe dunkle Schatten und Falten; die Farben sind bis auf Akzente in leuchtendem Rot und Blau dezent, oft sogar blass oder fahl, das gilt für das Inkarnat der weiblichen Figuren und (mit Ausnahmen) besonders für Gelb- und Grüntöne. Ein gewisser Graustich (seltener: bräunlich), in weiten und feinsten Abstufungen, ist oft unverkennbar. All dies führt zu einem Eindruck, der sich bei aller barocken Bewegtheit und Dynamik durch eine gewisse herbe Strenge und Maskulinität auszeichnet.
Die von den Quellen bezeugte, vorübergehende „klassische“ Stiländerung in den 1720er Jahren ist weniger deutlich erkennbar als der Wechsel vom Früh- zum Reifestil. Gemeint sind wohl vor allem etwas rationalere Kompositionen, und/oder eine zeitweise Aufhellung und Bereicherung der Palette, mit etwas helleren, weicheren Schatten und einer weniger „harten“ Wirkung.
Der eher herbe Grundcharakter des reifen Solimena verhindert letztendlich, dass er die Grenze zum lieblicheren, verspielten Rokoko überschreitet, anders als beispielsweise sein venezianischer Zeitgenosse Sebastiano Ricci.

## Bildergalerie

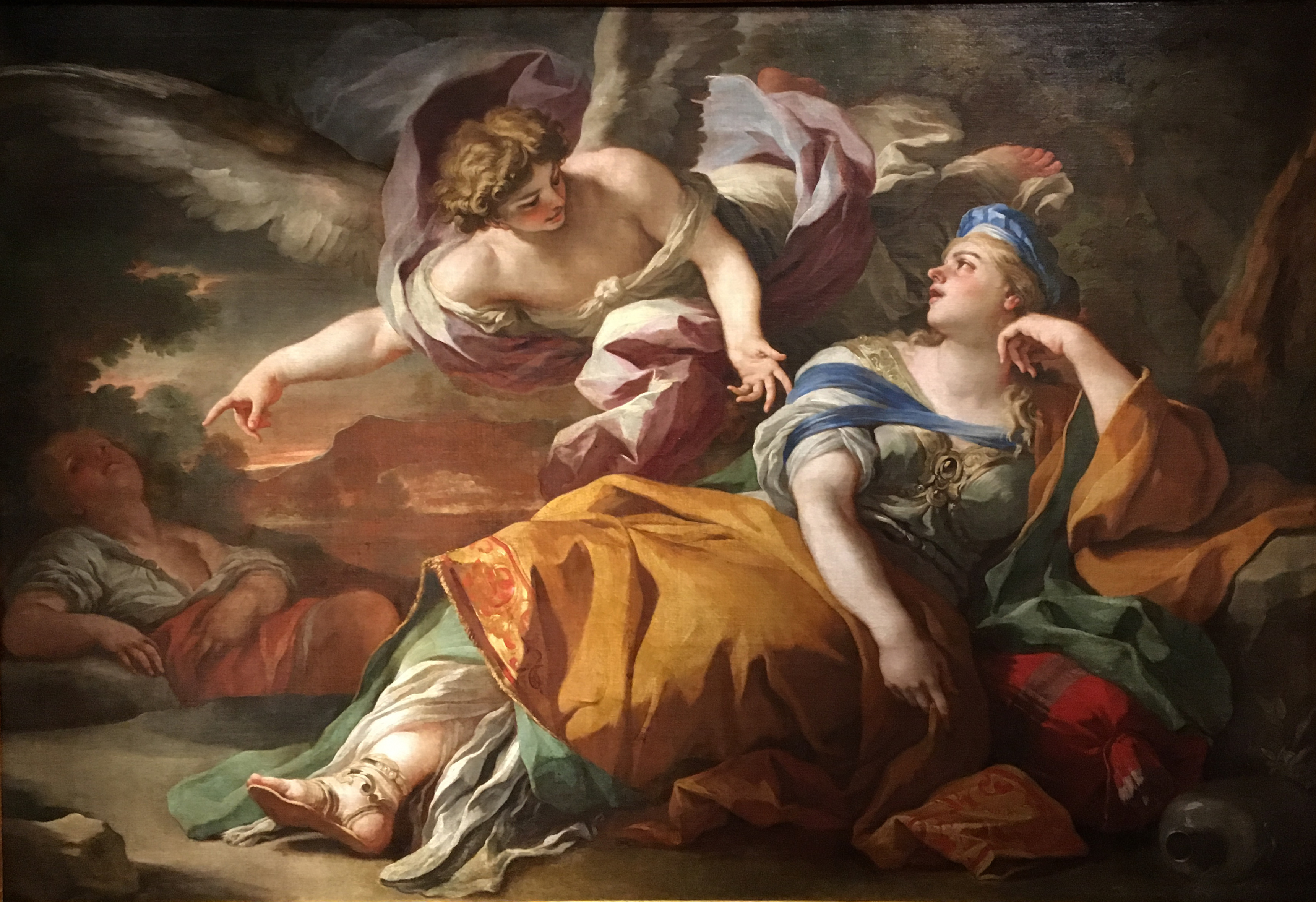
Hagar und Ismael in der Wüste mit dem Engel, ca. 1690, Palazzo Zevallos Stigliano, Neapel
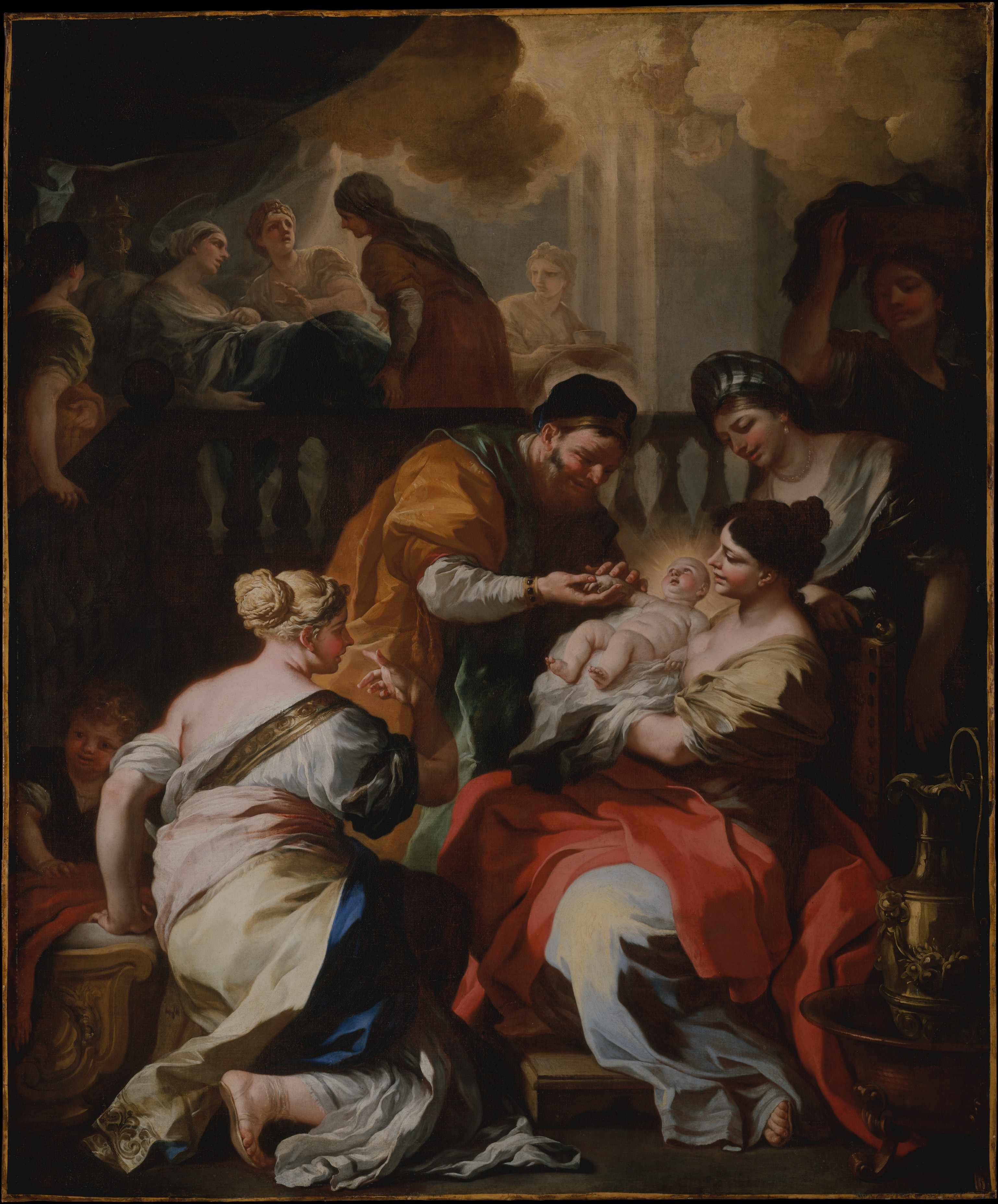
Geburt der Jungfrau, 204,5 × 170,8 cm, Öl auf Leinwand, um 1690, Metropolitan Museum of Art, New York
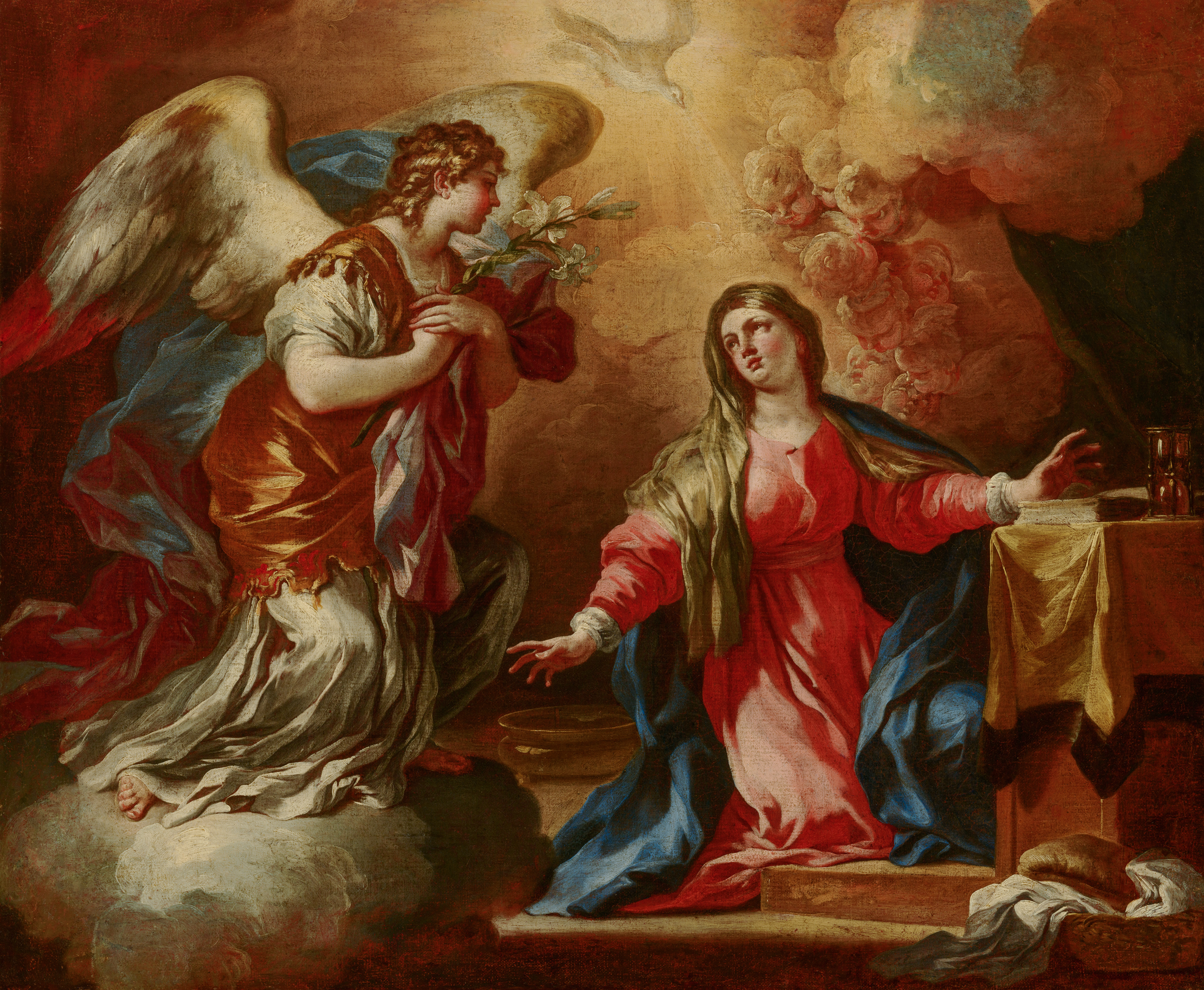
Die Verkündigung, 62 × 75 cm, Öl auf Leinwand, etwa 1693, Mauritshuis, Den Haag
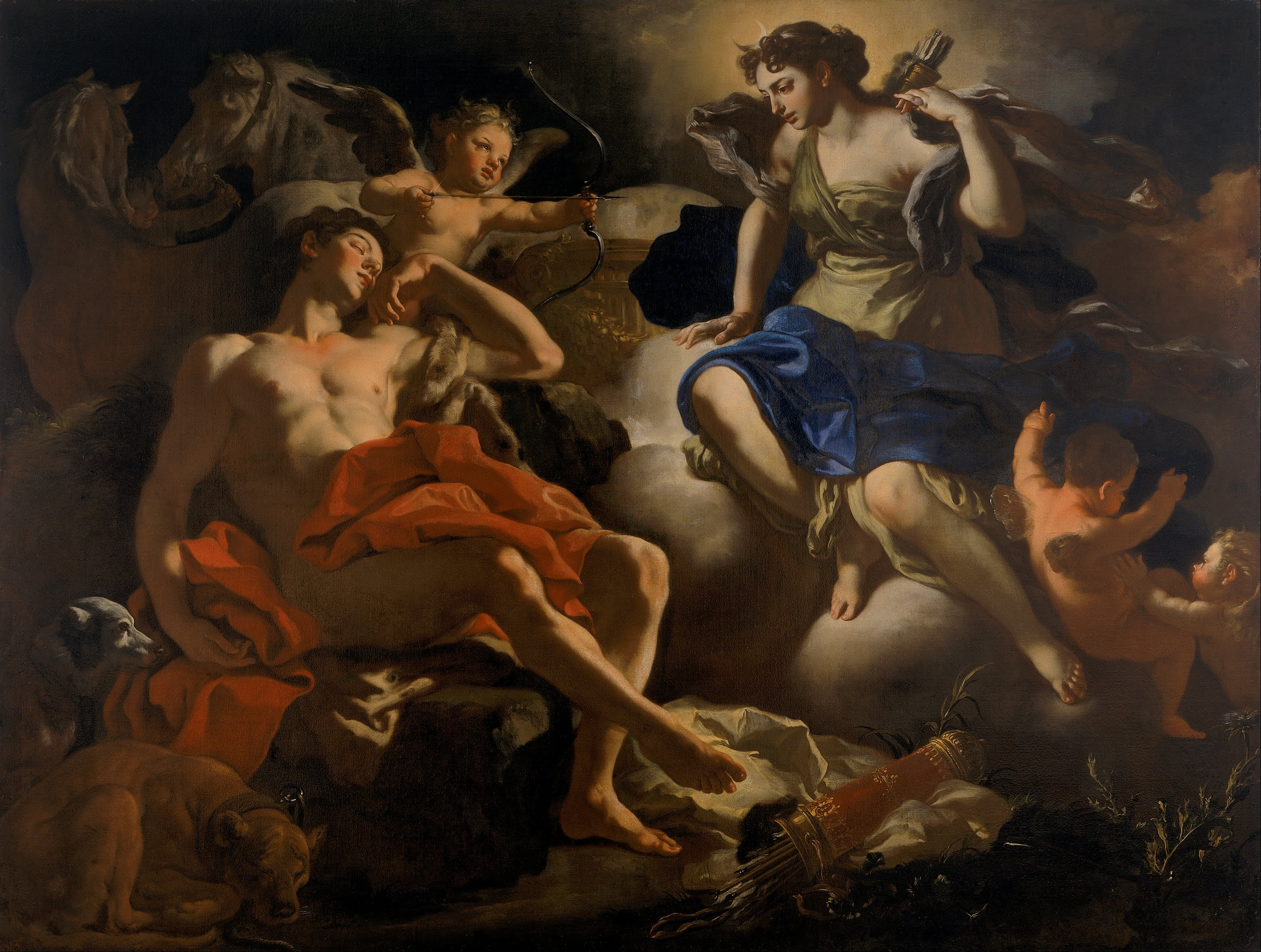
Diana and Endymion, 179 × 232,8 cm, Öl auf Leinwand, 1705–10, Walker Art Gallery, Liverpool
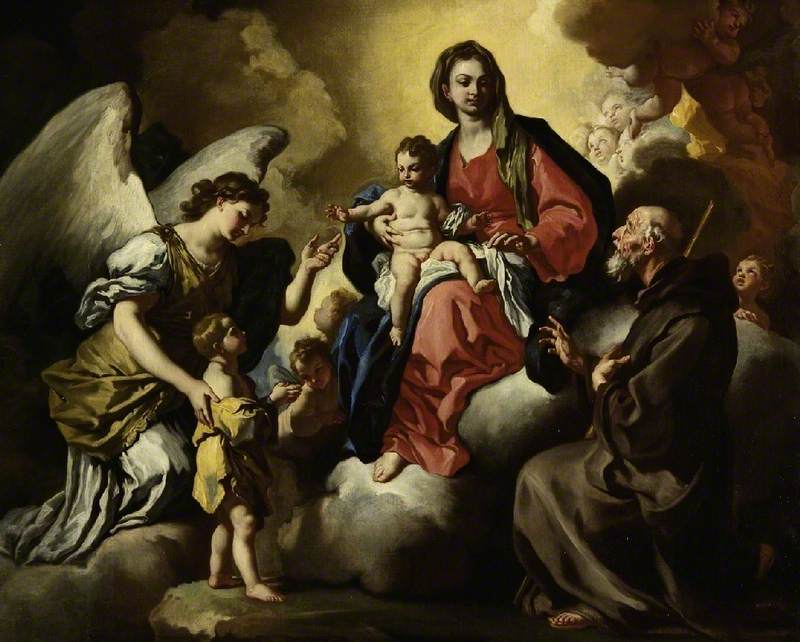
Madonna mit dem Jesuskind, dem Schutzengel und San Francesco di Paola, 93,7 × 116,5 cm, Öl auf Leinwand, ca. 1705–1708, Fitzwilliam Museum, Cambridge
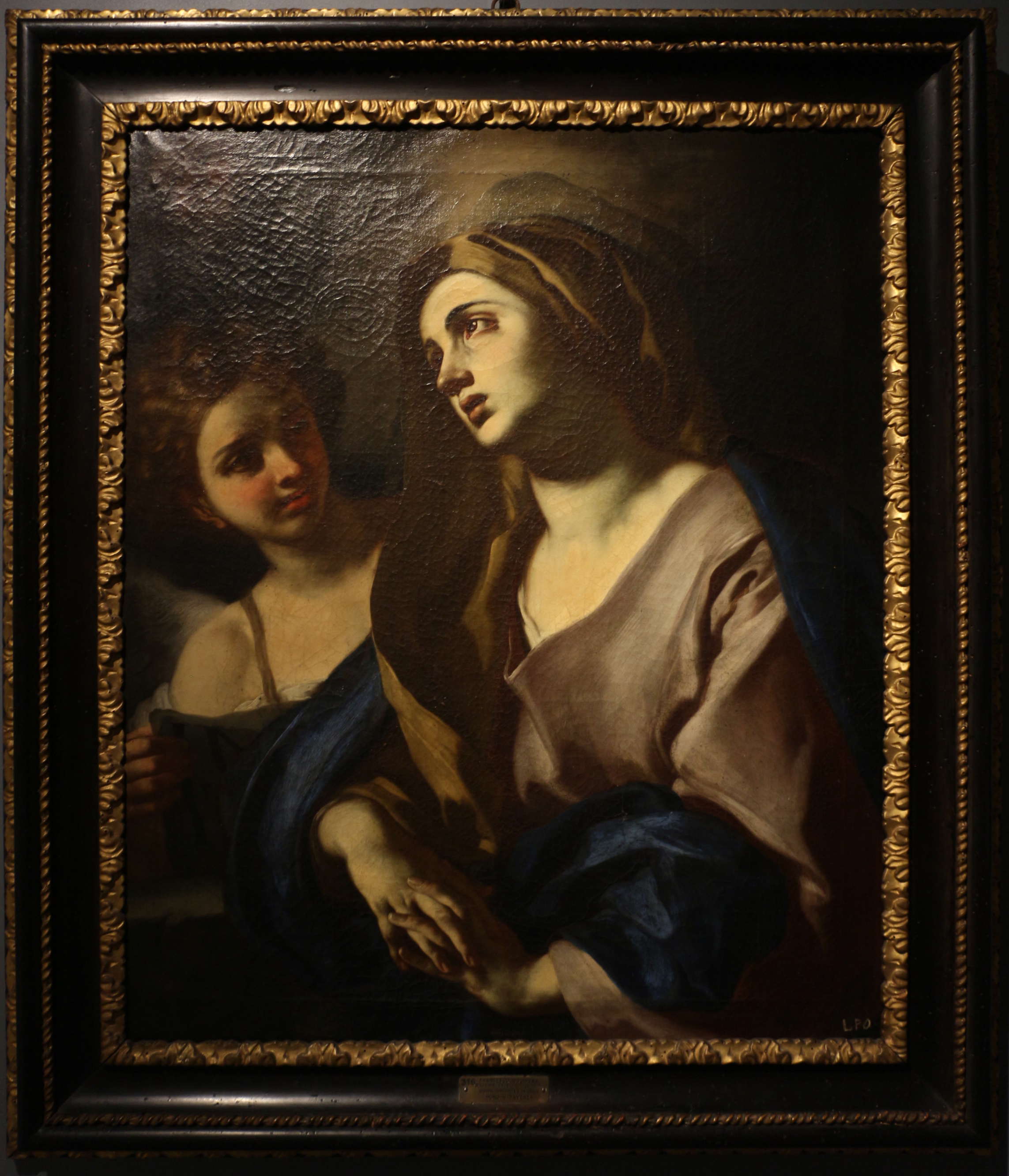
Schmerzensmadonna mit einem Engel, 1690–1740, Museo Civico Ala Ponzon, Cremona
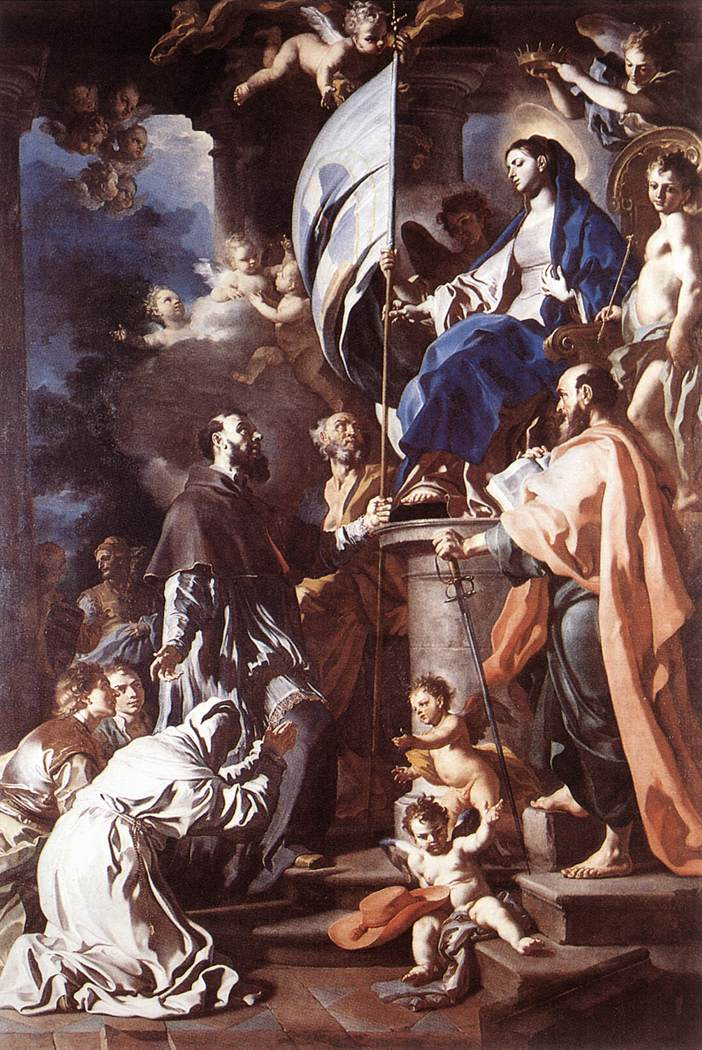
Der hl. Bonaventura erhält das Banner des hl. Grabes von der Madonna, 240 × 130 cm, Öl auf Leinwand, 1710, Kathedrale von Aversa
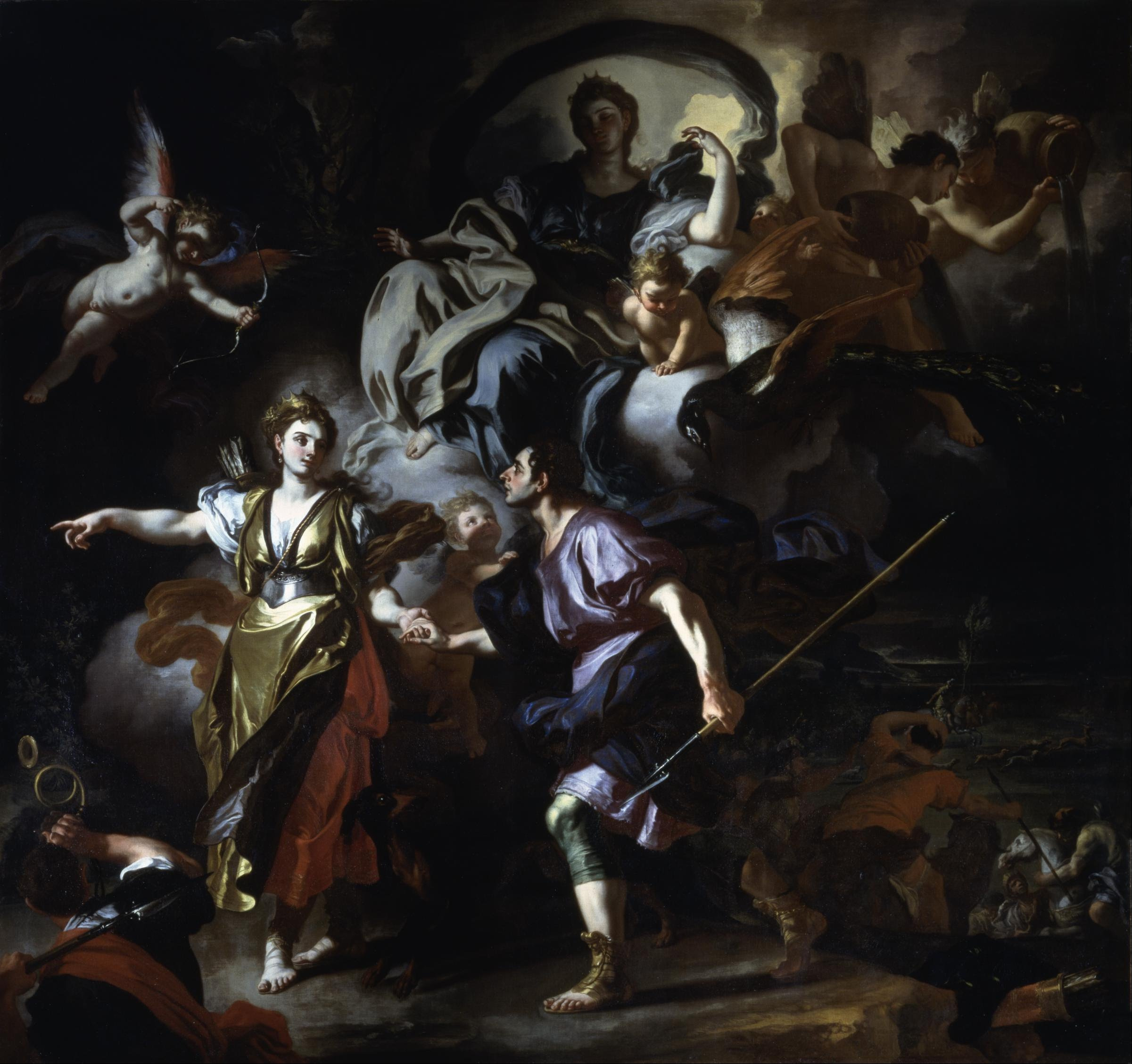
Dido und Aeneas auf der Jagd, 30,3 × 32,1 cm, Öl auf Leinwand, 1712, Museum of Fine Arts, Houston
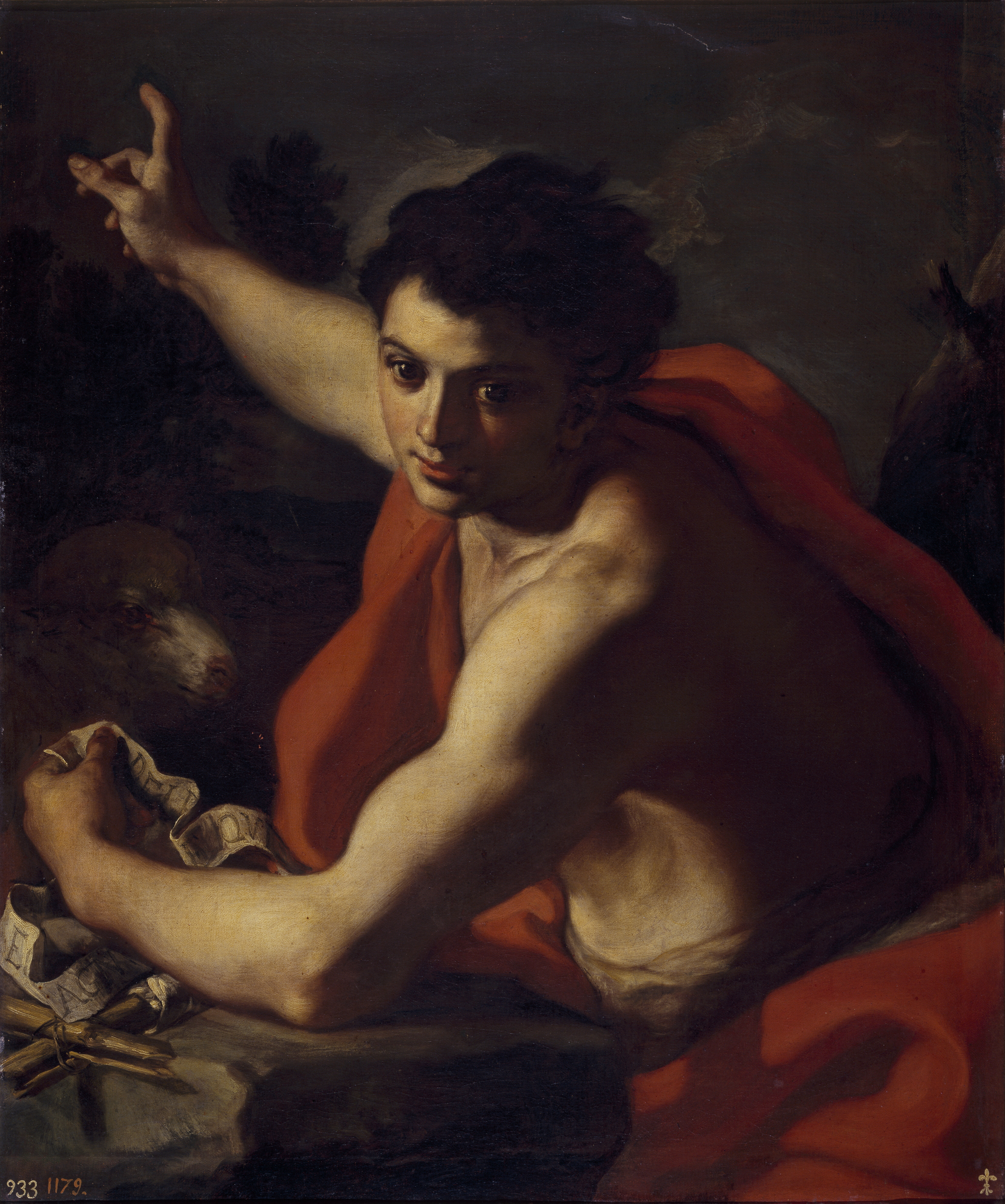
Johannes der Täufer, 83 × 70 cm, Öl auf Leinwand, Prado, Madrid
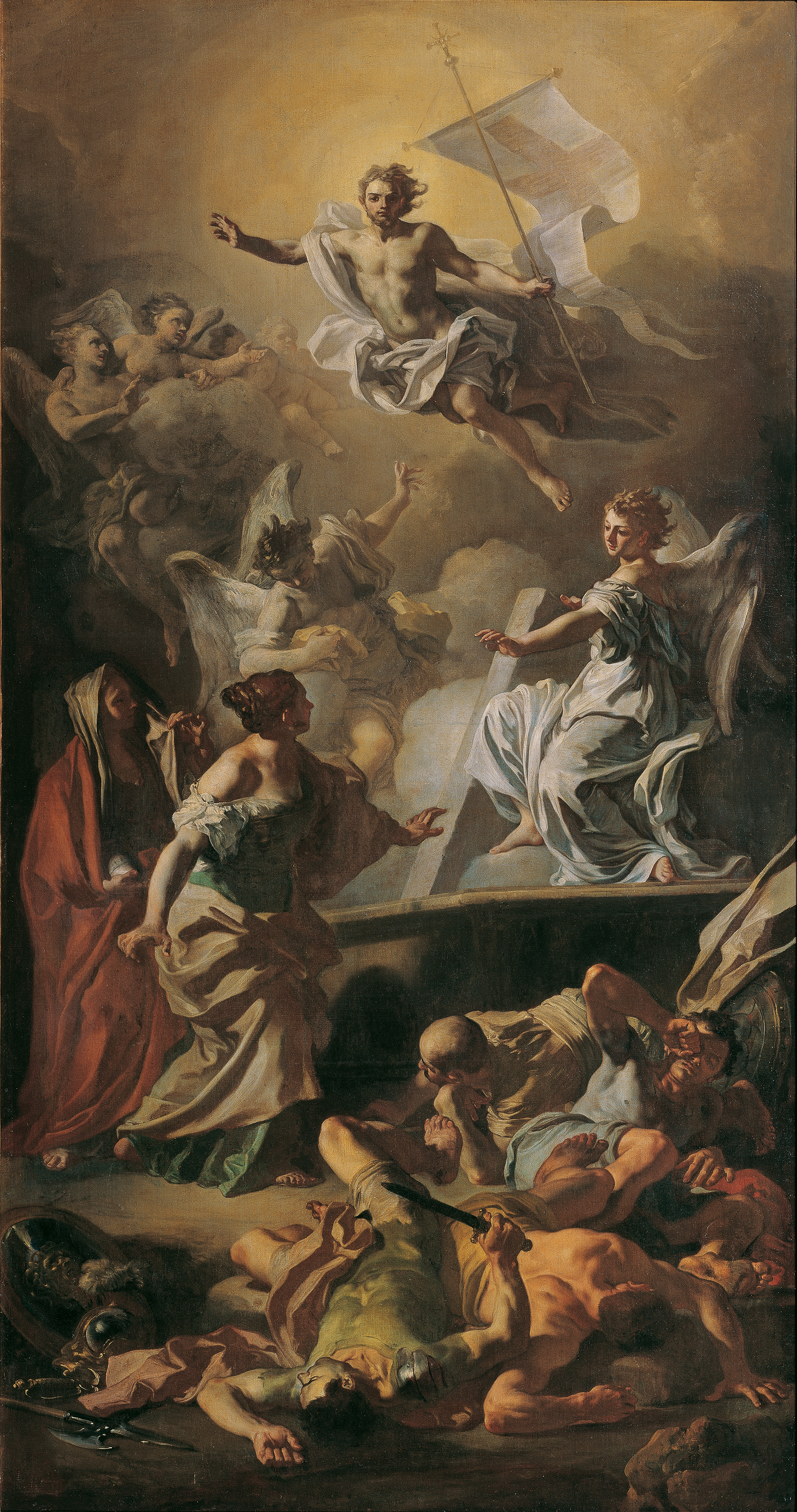
Auferstehung Christi (Modello für das Altarbild der Schlosskapelle im Oberen Belvedere), um 1720, Belvedere, Wien
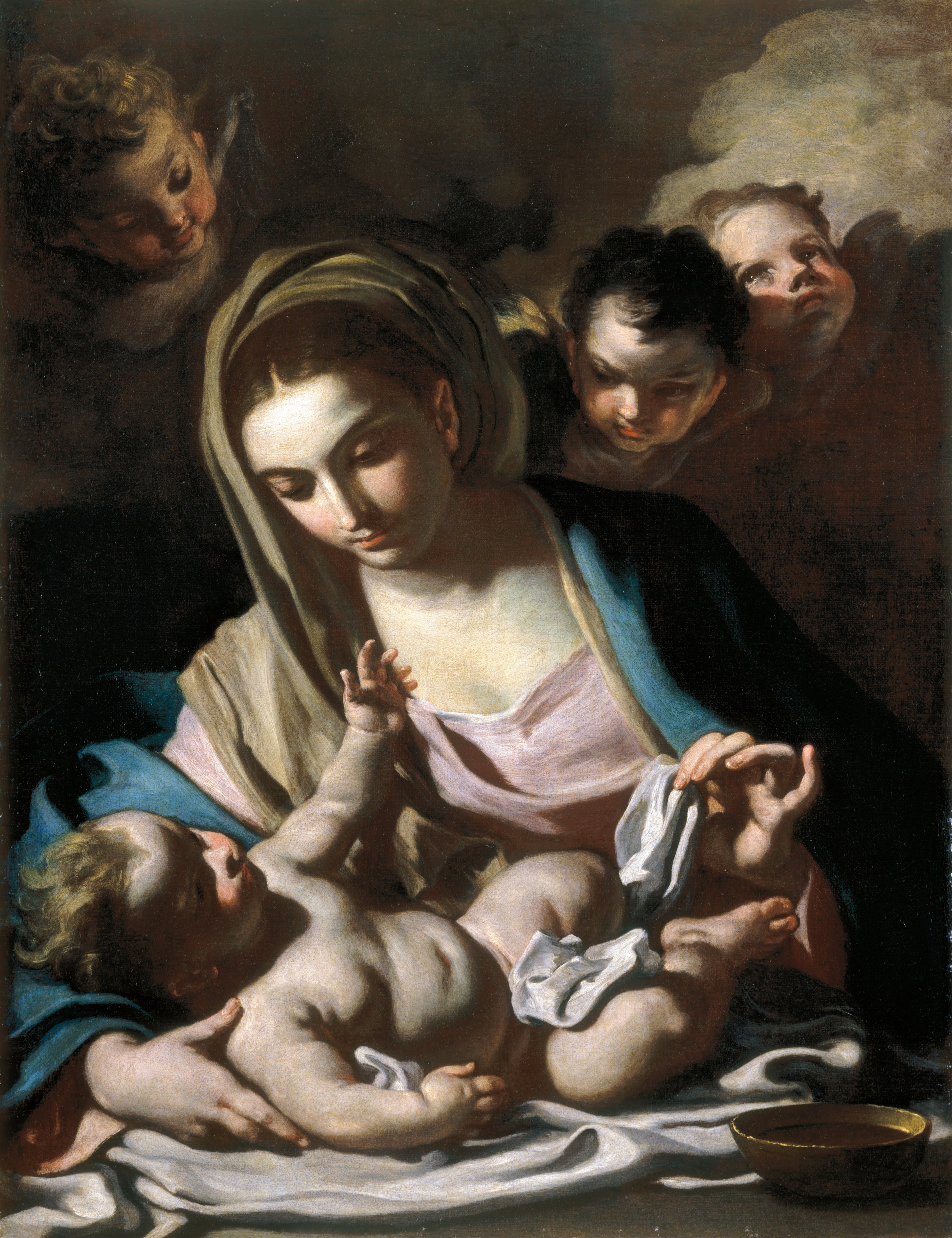
Madonna mit Kind, 6,45 × 4,8 cm (?!), Öl auf Leinwand, um 1720, Art Gallery of South Australia, Adelaide
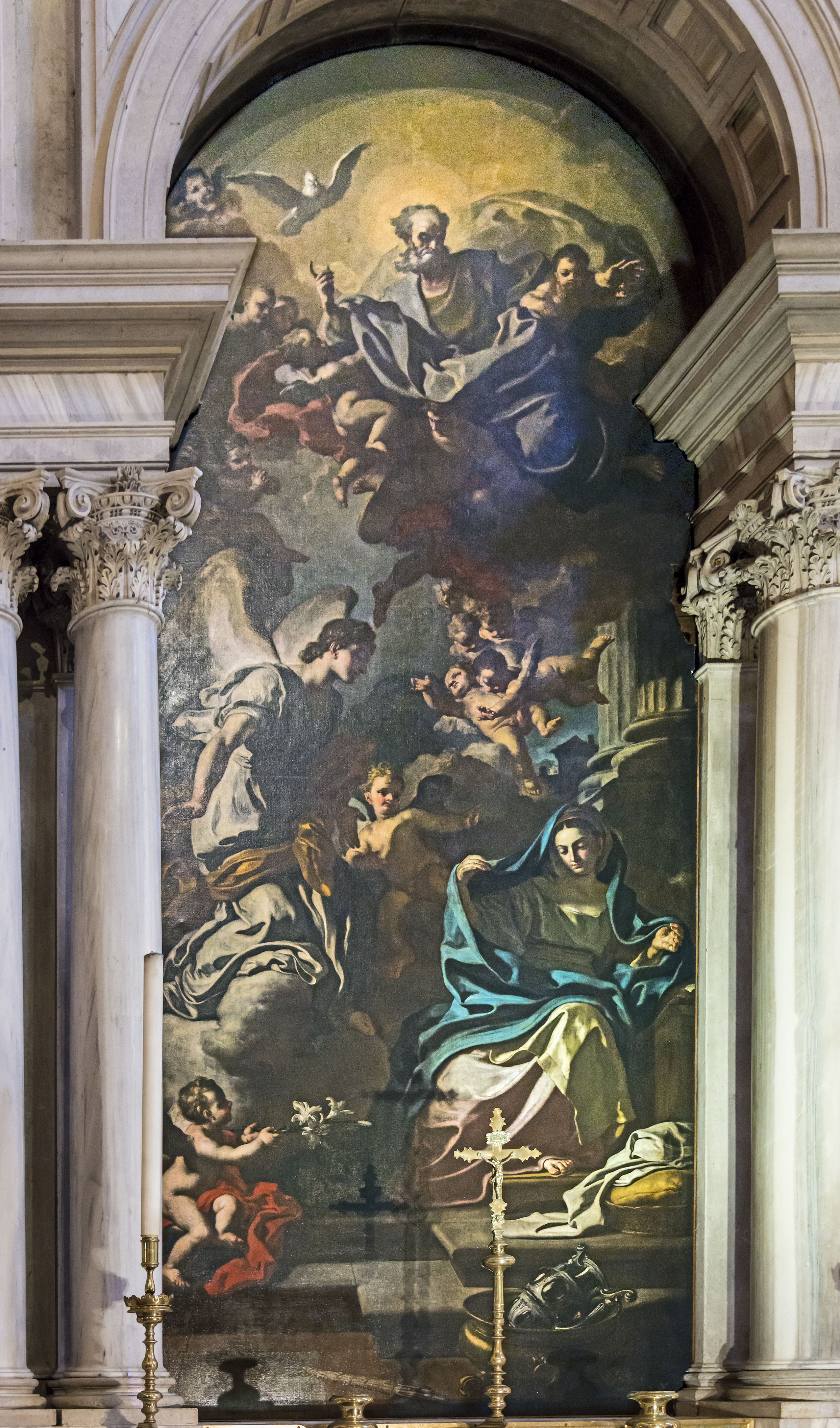
Die Verkündigung, 1733, San Rocco, Venedig
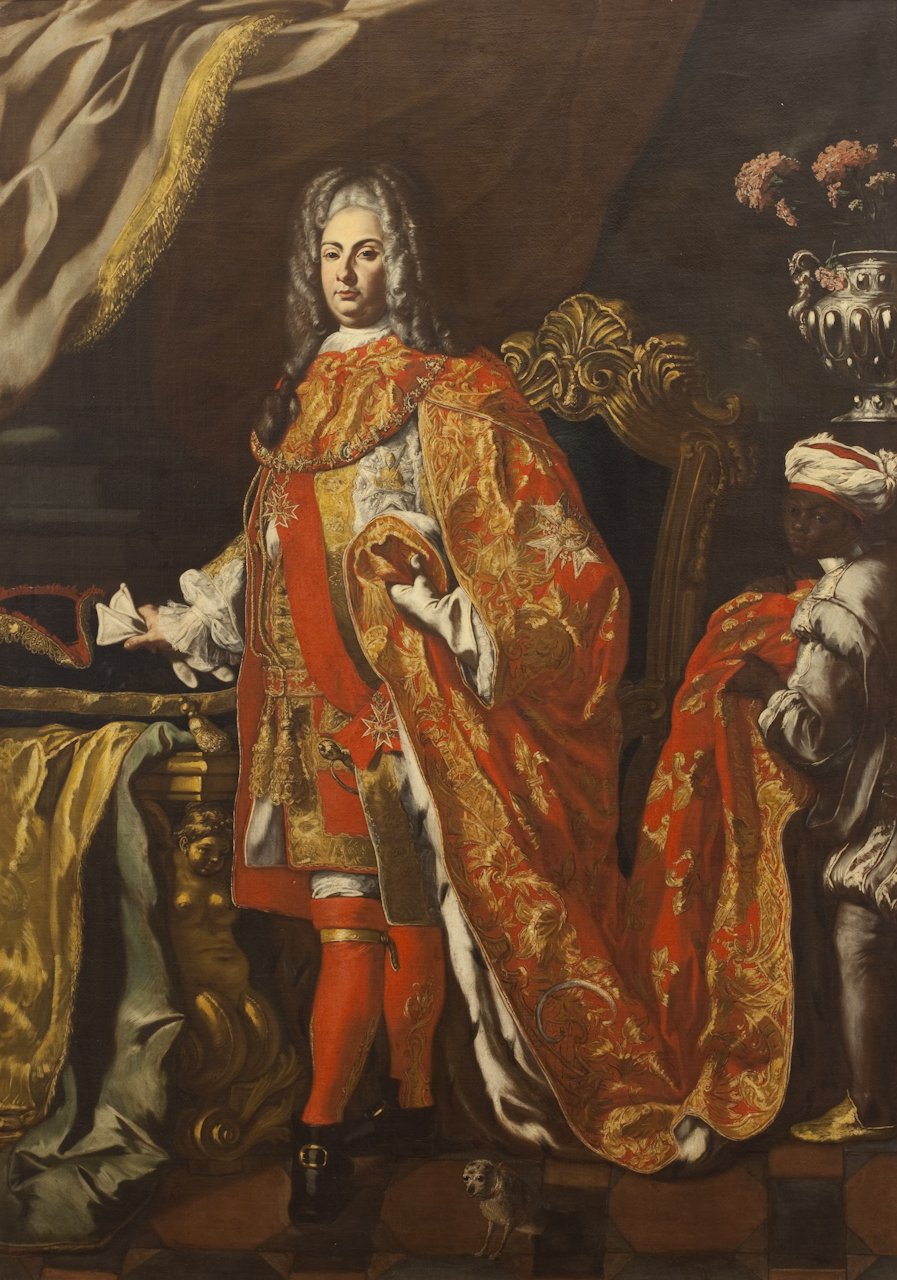
Porträt des Ferdinando Vincenzo Spinelli, Fürst von Tarsia, 250 × 268 cm, Öl auf Leinwand, 1741, Museo di Capodimonte, Neapel

## Werke (Auswahl)

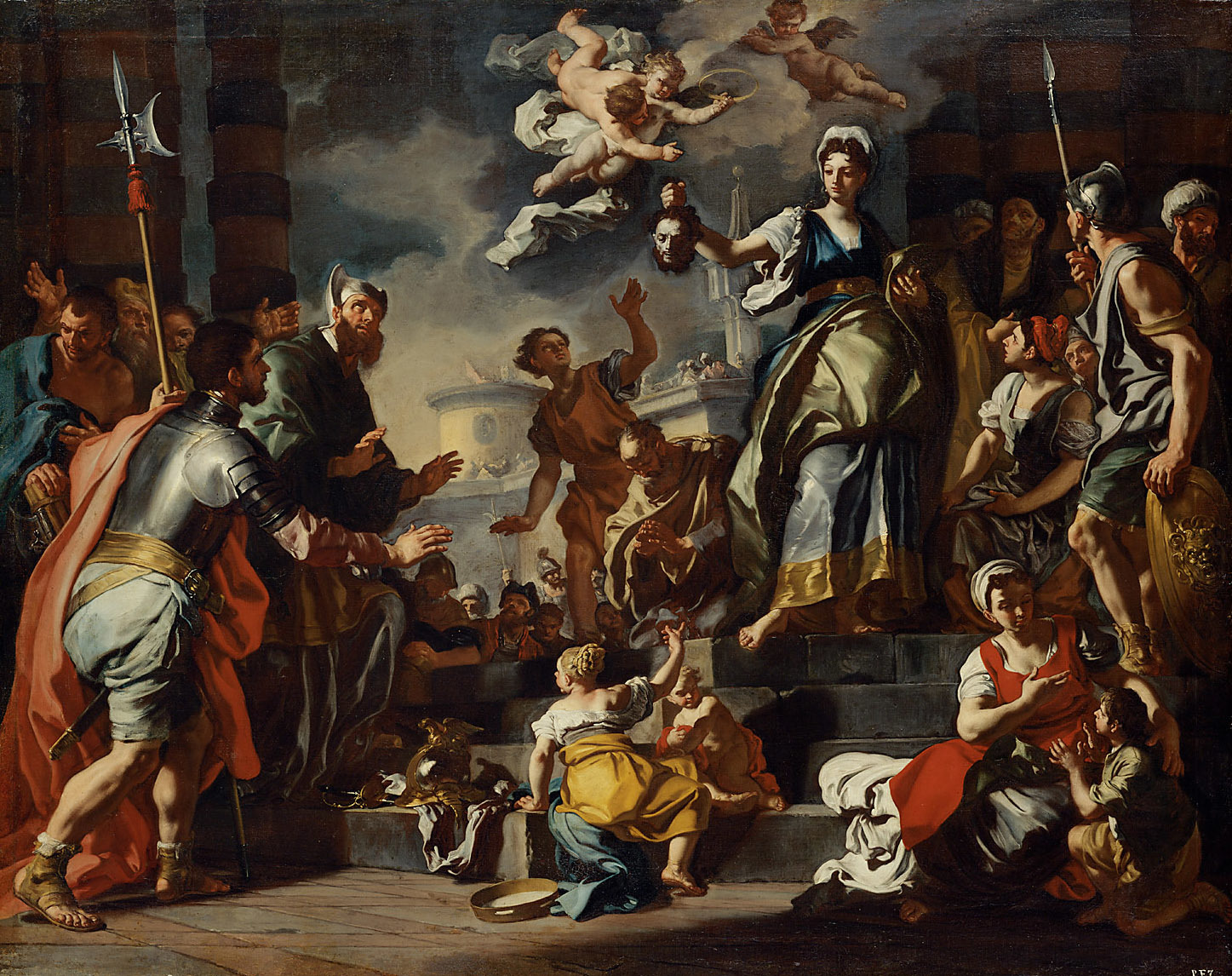
Judith zeigt dem Volk das Haupt des Holofernes, 105 × 130 cm, Öl auf Leinwand, 1728–33, Kunsthistorisches Museum, Wien

- Geburt der Maria (New York, Metropolitan Museum of Art), um 1690, Öl auf Leinwand, 204,5 × 170,8 cm
- Allegorie der Herrschaft (St. Petersburg, Eremitage), 1690, Öl auf Leinwand, 104 × 76 cm
- Der Traum des Joseph (Paris, Musee du Louvre), um 1696–97, 75 × 65 cm
- Rebekka am Brunnen (St. Petersburg, Eremitage), um 1700, Öl auf Leinwand, 72 × 63 cm
- Allegorie auf Ludwig XIV. (London, National Gallery), um 1700, Öl auf Leinwand, 47 × 58,5 cm
- Aurora nimmt Abschied von Tithonus (Los Angeles, J. Paul Getty Museum), 1704, Öl auf Leinwand
- Venus in der Schmiede Vulkans (Los Angeles, J. Paul Getty Museum), 1704, Öl auf Leinwand
- Madonna der Märtyrer (Minnesota, Minneapolis Institute of Arts), um 1705, 74,9 × 49,5 cm
- Kaiser Karl VI. (Neapel, Museo Nazionale di Capodimonte, Inv. Nr. Q 1833), 1706–11, Öl auf Leinwand, 180 × 130 cm
- Tod der Messalina (Los Angeles, J. Paul Getty Museum), um 1708, Öl auf Leinwand
- Der Traum Jakobs (Neapel, Collezione Sanseverino), um 1710, Öl auf Leinwand, 112 × 140 cm
- Königliche Jagd von Dido und Aeneas (Houston, Museum of Fine Arts), um 1712–14, Öl auf Leinwand
- Auferstehung Christi (Wien, Belvedere, Inv. Nr. 6159), um 1720, 145,5 × 77 cm
- Selbstporträt (Neapel, Museo e Gallerie Nazionali di Capodimonte), um 1720, Öl auf Leinwand, 129 × 114 cm
- Fürst Joseph Wenzel von Liechtenstein (Wien, Liechtenstein Museum, Inv. Nr. GE 1209), um 1720, Öl auf Leinwand, 126 × 101 cm
- Dido empfängt Aeneas und Cupido verkleidet als Ascanius (London, National Gallery), wahrscheinlich 1720er Jahre, Öl auf Leinwand, 207,2 × 310,4 cm
- Bathseba im Bade (Salzburg, Residenzgalerie, Inv. Nr. 197), um 1725, Öl auf Leinwand, 103 × 128 cm
- (Paris, Musee du Louvre), um 1725, 150 × 200 cm
- Kaiser Karl VI. und Graf Gundaker Althann (Wien, Kunsthistorisches Museum), 1728, Öl auf Leinwand, 309 × 284 cm
- Boreas raubt Oreithyia (Wien, Kunsthistorisches Museum, Inv. Nr. 354), 1728–29, Öl auf Leinwand, 114 × 87 cm
- Allegorie einer segensreichen Regierung (Rohrau, Graf Harrach’sche Familiensammlung, Inv. Nr. W.F. 327), 1728–30, Öl auf Leinwand, 95 × 63 cm
- Vizekönig Aloys Thomas Raimund Graf Harrach (Rohrau, Graf Harrach’sche Familiensammlung, Inv. Nr. W.F. 215), nach 1728, Öl auf Leinwand, 35 × 27 cm
- Der heilige Januarius im Kerker von den Heiligen Proculus und Sosius besucht (Rohrau, Graf Harrach’sche Familiensammlung, Inv. Nr. W.F. 221), 1729–31, Öl auf Leinwand, 127 × 102 cm
- Thronende Madonna mit Heiligen (Rohrau, Graf Harrach’sche Familiensammlung, Inv. Nr. W.F. 324), um 1730, Öl auf Leinwand, 236 × 207 cm
- Judith zeigt dem Volk das Haupt des Holofernes (Wien, Kunsthistorisches Museum, Inv. Nr. 6915), um 1730, Öl auf Leinwand, 105 × 130 cm
- Maria mit dem Kind (Rohrau, Graf Harrach’sche Familiensammlung, Inv. Nr. P.F. 36), um 1730, Öl auf Leinwand, 99 × 76 cm
- Rebekka verläßt ihr Vaterhaus (Rohrau, Graf Harrach’sche Familiensammlung, Inv. Nr. W.F. 318), um 1731, Öl auf Leinwand, 156 × 126 cm
- Deborah und Barak (Rohrau, Graf Harrach’sche Familiensammlung, Inv. Nr. W.F. 319), um 1731, Öl auf Leinwand, 155 × 129 cm
- Der hl. Martin teilt seinen Mantel mit einem Bettler (London, National Gallery), frühe 1730er Jahre, Öl auf Leinwand, 94 × 130 cm
- Verkündigung Mariä, 1733, Kirche San Rocco, Venedig
- In der Gemäldegalerie Alte Meister in Dresden[7]:
  - Maria mit dem Kind und dem heiligen Franziskus von Paola, um 1703/05, Öl auf Leinwand, H97,4 × B98,5 cm
  - Die Vision des heiligen Franziskus, um 1703/1705, Öl auf Leinwand, H100 × B100 cm
  - Maria als Schmerzensmutter, um 1723, Öl auf Pappelholz, H53 × B42 cm
  - Sophonisbe empfängt das Gift durch den Boten ihres Gatten, um 1704/08, Öl auf Leinwand, H179 × B230 cm
  - Juno, Io und Argus, um 1704/08, Öl auf Leinwand, H181 × B234 cm
- Zwei Pendants im Herzog-Anton-Ulrich Museum in Braunschweig[8]:
  - Joseph und die Frau des Potiphar, Öl auf Leinwand, H152 × B204 cm
  - Simson und Delila, Öl auf Leinwand, H149 × B205 cm (und Werkstatt)
- In der Bildergalerie Sanssouci in Potsdam[9]:
  - Der heilige Januarius im Gefängnis, um 1735, Öl auf Leinwand, H124 × B98 cm (Wiederholung des o. g. Gemäldes in Schloss Rohrau)
- In der Staatsgalerie Stuttgart:
  - Messalinas Tod, um 1704/09, Öl auf Leinwand, H63 × B74,5 cm
  - Jakob und Rahel am Brunnen, um 1690/1705, Öl auf Leinwand, H110 × B148,5 cm (und Werkstatt)

### Online
- Mario Alberto Pavone, Solimena family. In: Grove Art Online, 2003 (englisch; Zugangsrechte erforderlich).